# Список відтворення
Спи́сок відтво́рення (програвання) або плейлист (англ. playlist — «список програвання») — упорядкований за тими чи іншими правилами, список аудіо, або відео файлів. Термін має кілька спеціалізованих значень щодо радіомовлення і персональних комп'ютерів.
У найпоширенішому випадку список відтворення є простим переліком файлів, який визначає черговість їх відтворення програвачем мультимедія. Такі списки можуть бути налаштовані, збережені й обрані для відтворення.